# Chela, Gansu
Chela är en socken i nordvästra Kina. Den ligger i Dangchang härad i staden Longnan i provinsen Gansu, omkring 230 kilometer söder om provinshuvudstaden Lanzhou. Antalet invånare är 11 045. Befolkningen består av 5 059 kvinnor och 5 986 män. Barn under 15 år utgör 20,0 %, vuxna 15-64 år 70 %, och äldre över 65 år 8,0 %.